# إخلاص المشتبه س (رواية)
إخلاص المشتبه س (باليابانية: 容疑者Xの献身، بالروماجي: Yōgisha Ekkusu no Kenshin) (بالإنجليزية: Devotion of Suspect X)‏ هي رواية للمؤلف كيغو هيغاشينو في عام 2005م، وهي الثالثة في سلسلة روايات المتحري غاليليو وأكثر أعمال الكاتب نجاحًا. حصدت الرواية جوائز عدة من ضمنها جائزة ناوكي الرابعة والثلاثون بعد المائة وهي جائزة ذات صيت في اليابان، كما حصلت الرواية أيضًا على جائزة هوناكاكو العليا للغموض وهي أحد الجوائز ذات الاعتبار المرموقة في اليابان.
رشحت النسخة الإنجليزية المترجمة لجائزة إيدغار في أفضل رواية لعام 2012م، ورشحت أيضًا في جائزة باري لأول أفضل رواية.

## القصة
تبدأ القصة عندما يقصد الزوج السابق توغاشي طليقته ياسوكو هاناوكا بعد أن كان قد بحث عنها طويلاً ليعيد ما كان بينهما سابقًا مهددًا، فيلاقيها في مطعم ثم ترفضه فيقصدها في منزلها حيث تسكن هي وابنتها ميساتو (ابنتها من رجل سابق قبل توغاشي)، وبعد شجار وشد وأخذ تقتل الأم وابنتها توغاشي. يلاحظ الأمر جارهم في المنزل المجاور، فيقوم بإعادة تركيب القضية ليبعد عنهما الشبهة وليخرجهما مما هما فيه. اسم جارهم تيتسويا إيشيغامي، وهو باحث سابق في الجامعة الإمبراطورية في قسم العلوم في تخصص الرياضيات، ويعمل حاليًا في مدرسًا في مدرسة ثانوية.
بعد أن تظهر الجثة في مكان آخر في شيزوكا تبحث الشرطة عن خيوط للجريمة، فيصل بها الحال إلى ياسوكو. كوساناغي هو المحقق الرئيس القائم على القضية. يقوم في يوم ما بزيارة ياسوكو في منزلها لاستجوابها، ويصدف به الحال أن يلاقي إيشيغامي قبيل دخوله شقته، فيستفسره عن ما إن كان لاحظ شيئًا يوم الجريمة في الشقة المجاورة، فيجب بالإنكار. يلاحظ كوسوناغي وقد حيَّا إيشيغامي مغادرًا أن إيشيغامي استلم ظرفًا من الجامعة الإمبراطورية من قسم العلوم.
كوساناغي خريج سابق من نفس قسم العلوم، وصديقه مانابو يوكاوا الذي كان وإياه من نفس الدفعة لا يزال في الجامعة يشغل مرتبة مساعد بروفيسور في معمل الفيزياء الثالث عشر. يذكر كوساناغي الأمر ليوكاوا، ويتضح أن يوكاوا كان زميلاً لإيشيغامي في الماضي، فيقصد يوكاوا منزل إيشيغامي بعد فراق دام 20 عامًا. يشعر يوكاوا بأمر حيال إيشيغامي فيما يتعلق بالجريمة، فيبدأ التحري بنفسه مستقلاً عن كوساناغي.

## الشخصيات
- تيتسويا إيشيغامي

مدرس الرياضيات المتعلق بياسوكو
- ياسوكو هاناوكا

الأم التي تقتل طليقها توغاشي
- ميساتو هاناوكا

ابنة ياسوكو من زواج سابق
- مانابو يوكاوا

باحث الفيزياء النابغة الملقب بغاليليو الذي يشغر منصب مساعد بروفيسور في معمل الفيزياء الثالث عشر
- شونبي كوساناغي

المحقق المتولي لقضة توغاشي وصديق مانابو يوكاوا
- شينجي توغاشي

الطليق السابق الذي كان يترصد امرأته السابقة ياسوكو قبل أن تقتله

## تبني القصة
- عمل فيلم للرواية بعنوان المشتبه س (فيلم) حيث مثل فيه شينتشي تسوتسومي دور تيتسويا إيشيغامي، وقام ماساهارو فوكوياما بدور مانابو يوكاوا، وأخرج الفيلم هيروشي نيشيتاني.
- تبنى فيلم كوري القصة عام 2012م بعنوان الرقم الكامل (فيلم) (بالهانغولية: 용의자X، وتعني حرفيًا المشتبه x). مثل في الفيلم ريوو سينغ-بوم، ولي يو-وون، وجو جين-وونغ، وأخرج الفيلم بانغ يون-جين.
- الفيلم الهندي بعنوان jaane jaan  بطولة جاديب اهلاوات و كارينا كابور و فيجاي فارما و سوراب ساشديفا و نايشا خانا . للمخرج سوجوي غوش .
- حصلت كروس بيكتشرز على حقوق النسخة الإنجليزية للفيلم عام 2011م، ويجري الآن العمل عليه في لوس أنجلوس في كاليفورنيا تحت عنوان: The Devotion of Suspect X.